# دهه ۱۱۱۰ (میلادی)
دهه ۱۱۱۰ (میلادی)صد و یازدهمین دهه تقویم میلادی است.

## درگذشتگان
‎